# Davilla rugosa
Davilla rugosa är en tvåhjärtbladig växtart som beskrevs av Jean Louis Marie Poiret. Davilla rugosa ingår i släktet Davilla, och familjen Dilleniaceae. Inga underarter finns listade i Catalogue of Life.